# Alaimus minor
Alaimus minor is een rondwormensoort uit de familie van de Alaimidae. De wetenschappelijke naam van de soort is voor het eerst geldig gepubliceerd in 1918 door Ditlevsen.